# Dracontogena
Dracontogena es un género de polillas tortrícidas, categorizado en la tribu Grapholitini, de la subfamilia Olethreutinae. Fue descrito por Alexey Nikolaievich Diakonoff en 1970.

## Especies
- Dracontogena bernardi Karisch, 2005
- Dracontogena hoppei Karisch, 2005
- Dracontogena lucki Karisch, 2005
- Dracontogena metamorphica (Meyrick, 1928)
- Dracontogena niphadonta Diakonoff, 1970
- Dracontogena schnirchi Karisch, 2005
- Dracontogena tonitrualis (Meyrick, 1934)